# Sylvelin og andre viser
Sylvelin og andre viser is een compositie van Christian Sinding. Het een van de vele verzamelingen liederen op teksten van derden, dit keer in een combinatie van Deense en Noorse schrijvers. Sinding wierp zich weer in de strijd tussen nynorsk en riksmål.
De twaalf liedjes zijn:
1. Sylvelin in andantino op tekst van Vetle Vislie
2. Mitt hjarta/Mit hjaerte in non troppo lento op tekst van Aasmund Olavsson Vinje
3. Du skog, som böygjer deg imot/Du skog, som bøjer dig imod in andantino op tekst van Vinje
4. Attersyn paa livet/Tilbageblik paa livet in andante op tekst van Vinje
5. Leit etter livet og liv det!/Led efter livet og lev det! in con fuoco op tekst van Lars Eskeland
6. De gjeng tebakar/Det gaar tilbage in andante op tekst van Sigurd Telnes
7. Dei segna no/De siger nu in andantino op tekst van Ivar Aasen
8. Den tyngste sorg og moda/Den sorg, der bitrest svider in andante op tekst van Ivar Aasen
9. Ute i verdi/ude i verden in allegretto op tekst van Ivar Aasen
10. Vantru, tvil og tunga tankar/Mistro, tvivl og tunge tanker in tempo di marcia op tekst van Ivar Mortensson
11. Modersmaalet in non troppo lento op tekst van Elias Blix
12. Fedralandssong aat undommen/Fædrelandssang til ungdommen in maestoso van Anders Hovden

Van de twaalf liedjes is alleen Sylvelin zelf bekend geraakt. Het werd op 11 december 1904 uitgevoerd door Thorvald Lammers. Dat is ook het lied dat diverse malen werd opgenomen voor RCA Victor. Een van de opnamen is van Alma Gluck in een versie voor orkest. De beroemde zangeres Kirsten Flagstad nam de nummers 1 en 5 ooit op voor Decca Records.